# Notropis stramineus
Notropis stramineus là một loài cá trong họ Cá chép. Chúng sinh sống trong các suối nước mở sạch với đáy cát nơi chúng ăn các đàn côn trùng mặt đất và thủy sinh, bùn đáy và tảo cát. 
Loài cá này có phạm vi phân bố vô cùng phổ biến, được biết đến từ trung bộ Hoa Kỳ và miền nam Canada. Phạm vi trải dài từ Saint Lawrence-Đại Lakes, vịnh Hudson và lưu vực sông Mississippi là một phần của sông St Lawrence ở Quebec đến Saskatchewan ở Canada. Phạm vi này cũng trải dài về phía nam Tennessee và Texas; phía tây Montana, Wyoming, Colorado và New Mexico, Trinity sông Rio Grande ở Texas và New Mexico, và Mexico.